# Ctenoplusia etiennei
Ctenoplusia etiennei là một loài bướm đêm trong họ Noctuidae.